# Stazione di Nakanohigashi
La stazione di Nakanohigashi (中野東?, Nakanohigashi-eki) è una stazione ferroviaria situata nel quartiere di Aki-ku della città di Hiroshima, nella prefettura omonima in Giappone. Si trova lungo la linea principale Sanyō della JR West.

## Linee e servizi
JR West
■ Linea principale Sanyō

## Caratteristiche
La stazione è dotata di due marciapiedi laterali con due binari in superficie capaci di accogliere treni a 8 casse. La stazione supporta la bigliettazione elettronica ICOCA ed è dotata di tornelli di accesso.
| 1 | ■ Linea principale Sanyō | per Hiroshima e Iwakuni        |
| 2 | ■ Linea principale Sanyō | per Mihara, Fukuyama e Okayama |

## Stazioni adiacenti
| «                      | Servizio               | »                      |
| Linea principale Sanyō | Linea principale Sanyō | Linea principale Sanyō |
| ---------------------- | ---------------------- | ---------------------- |
| Seno                   | Locale                 | Aki-Nakano             |
| Il rapido non ferma    |                        |                        |